# Pintassilgo-de-uropígio-amarelo
O Pintassilgo-de-uropígio-amarelo (Spinus uropygialis ou Carduelis uropygialis) é um passeriforme da família  Fringillidae.
Podemos encontrá-lo na Argentina, Bolívia, Chile e Peru.
Os seus habitats naturais são as florestas subtropicais ou tropicais de montanha e os matagais  subtropicais ou tropicais de altitude.

## Descrição
Com um comprimento de 12 a 13,5 cm, o macho tem a cabeça, o pescoço, parte do peito e o dorso negros. As asas são pretas com uma barra amarela e a cauda é também preta com penas amarelas. O peito, o ventre e o uropígio são amarelos. O dorso tem finas estrias amarelo-esverdeado. A fêmea é parecida com o macho mas com cores mais baças e o dorso mais esverdeado. Os juvenis apresentam uma plumagem mais esverdeada.
É um pássaro muito gregário pelo que depois da época de reprodução se junta em bandos onde estão incluídas outras espécies como o pintassilgo-de-cabeça-preta (c. magellanica, em especial a subespécie urubambensis) e o pintassilgo-negro (c.atrata) com os quais hibridiza.

## Distribuição
Distribui-se pelo Chile central (cordilheiras entre Atacama e Biobío), e noroeste da Argentina. Migra para o sul e centro do Peru e oeste da Bolívia.

## Habitat
Encontra-se nas altas estepes andinas, a partir dos 2500m até altitudes que chegam aos 5000m. Há registos de  pássaros avistados a altitudes de 4000m, nas planícies de montanha (punas). Frequenta as vertentes cobertas de tufos de ervas (páramos), as zonas pouco arborizadas (principalmente com polylepis), as escarpas e gargantas semeadas de moitas e arbustos.

## Alimentação
Alimenta-se de sementes de várias plantas e ocasionalmente de alguns insectos. Segundo Ottaviani (2011) da sua dieta fazem parte rebentos de uma acácia (Acacia caven), sementes de uma asterácea (Senecio spinosus) e raminhos de junípero. Gosta também das pétalas, inflorescências e sementes por amadurecer de dente-de-leão (Taraxacum officinale). Também consome as sementes maduras mas com menos frequência.

## Nidificação
O pintassilgo-de-uropígio-amarelo gosta de fazer o ninho na vegetação baixa, nos matagais, num tufo espesso de erva ou em saliências rochosas pouco acessíveis. O ninho é construído com raízes, pauzinhos, musgo e líquenes e forrado com penugem vegetal, pêlos e penas. A fêmea põe 4 a 5 ovos branco-rosa ou branco-esverdeado  com pintas castanhas (Ottaviani, 2011).

## Taxonomia
Foi descoberto por P. L. Sclater, em 1862, no Chile, tendo-lhe dado o nome de Chrysomitris uropygialis. Recentemente foi proposto incluir esta espécie nos géneros Spinus ou Sporagra,  sendo atualmente classificado no género Spinus. Sem subespécies.